# Bill Shirley
Bill Shirley, nome alternativo di William Shirley (Indianapolis, 6 luglio 1921 – Los Angeles, 27 agosto 1989), è stato un attore statunitense.

## Filmografia

### Cinema
- Rookies on Parade, regia di Joseph Santley (1941)

- Ice-Capades, regia di Joseph Santley (1941)
- Doctors Don't Tell, regia di Jacques Tourneur (1941)
- Sailors on Leave, regia di Albert S. Rogell (1941)
- Mercy Island, regia di William Morgan (1941)
- Hi, Neighbor, regia di Charles Lamont (1942)
- I falchi di Rangoon (Flying Tigers), regia di David Miller (1942)
- Ice Capades Revue, regia di Bernard Vorhaus (1942)
- Three Little Sisters, regia di Joseph Santley (1944)
- Ho incontrato l'amore (Dancing in the Dark), regia di Irving Reis (1949)
- Nancy va a Rio (Nancy Goes to Rio), regia di Robert Z. Leonard (1950)
- Canzone del Mississipi (I Dream of Jeanie), regia di Allan Dwan (1952)
- Kidd il pirata (Abbott and Costello Meet Captain Kidd), regia di Charles Lamont (1952)
- Sweethearts on Parade, regia di Allan Dwan (1953)

#### Televisione
- Disneyland – serie TV, episodi 8x15 (1962)

## Doppiaggio
Principe Filippo in La Bella Addormentata Nel Bosco

## Doppiatori italiani
Sergio Tedesco in La Bella Addormentata Nel Bosco (1959)